# Чорно-бурий кріль
Чорно-бурий — рідкісна порода домашнього кролика, виведена Вальтером Б. Гарландом з Північного Кантона, штат Огайо. Порода розводиться для м'яса, хутра та для показу на виставках.
Ця порода є офіційно визнаною Американською асоціацією по виведенню кролів,.

## Історія
Порода була виведена після 14 років селекції, Вальтером Гарландом з Північного Кантона, Огайо, та є третьою породою виведеною в США. Це трапилось тоді, коли Чорна Картата самиця була зведена з Англійським сірим незрозумілого походження. У 1925 році порода була прийнята асоціацією на з'їзді в Колорадо-Спрінгс. Кріль чорнобурка спочатку носив назву Американський сірий важковаговик, але згодом, у 1929 ім'я було змінено. У 1971 був заснований Національний Клуб Кролів Чорнобурок, що складався з 18 кролів чорнобурок. Сьогодні чорно-бурий вважається одним з найрідкісніших видів в Америці, та перебуває під загрозою зникнення. Кріль чорнобурка визнаний рухом Слоу Фуд США та Ковчегом Смаку, каталогом американських продуктів, які перебувають у небезпеці зникнення.

## Зовнішній вигляд і особистість

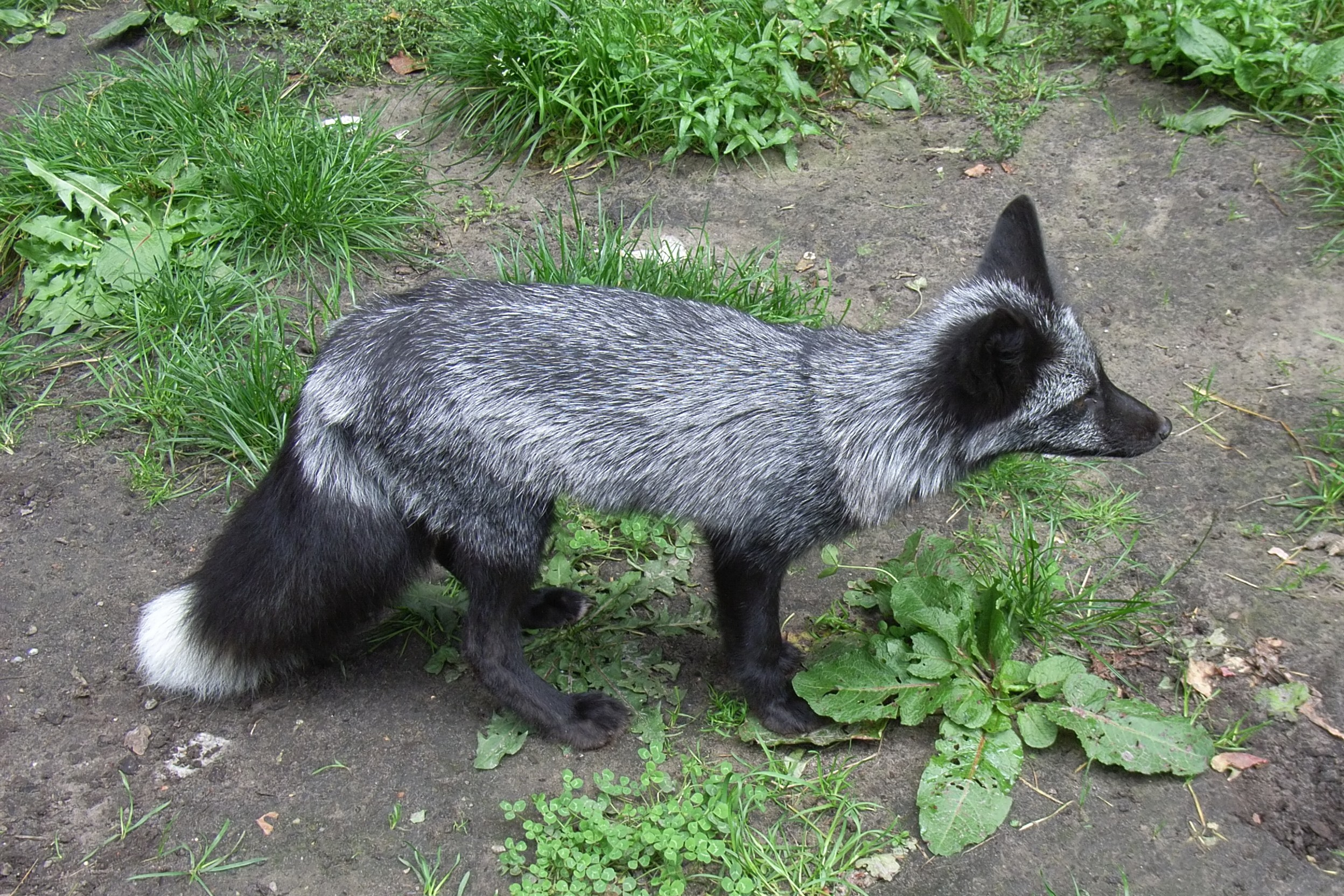
Порода отримала свою назву завдяки подібності хутра до чорно-бурої лисиці

Це велика, слухняна порода. Дорослі самці важать 4-6 кілограм, дорослі самиці 5-7 кілограм. Він названий чорно-бурий, через своє щільне хутро та шкуру яка схожа на шкуру чорно-бурої лисиці. Хутро кроля чорнобурки унікальне тим, що воно довше, ніж те, що зазвичай спостерігається у домашніх порід кроликів. Згідно стандарту Асоціації хутро не повинно бути менше, ніж 1.5 дюйма в довжину. В даний час тільки чорні Кролі чорнобурки відповідають цим стандартам, однак існує багато кольорів таких як синій, шоколадний, бузковий, та багато незвичайних білих відтінків. Синій був в стандарті породи, але був вилучений у 1970-х роках через зменшення кількості блакитних кролів чорнобурок. Кролі чорнобурки як відомо, є доброзичливим, насолоджуються увагою, і залюбки позують.